# Melothria pringlei
Melothria pringlei är en gurkväxtart som först beskrevs av S. Wats., och fick sitt nu gällande namn av Mart. Crov. Melothria pringlei ingår i släktet Melothria och familjen gurkväxter. Inga underarter finns listade i Catalogue of Life.